# Bagamoyo
Bagamoyo – miasto we wschodniej Tanzanii, w regionie Pwani, położone nad ujściem rzeki Ruvu do Kanału Zanzibarskiego (Ocean Indyjski), około 75 km na północny zachód od Dar es Salaam. W 2002 roku liczyło 28 368 mieszkańców.
Port o znaczeniu lokalnym. Dawniej znaczący ośrodek handlu niewolnikami (do 1891 roku), znajdujący się na krańcu arabskiego szlaku karawanowego prowadzącego w głąb kontynentu, do Ujiji nad jeziorem Tanganika. W latach 1887–1891 miasto było stolicą Niemieckiej Afryki Wschodniej. Na południowy wschód od Bagamoyo znajdują się ruiny XIII-wiecznego miasta Kaole.
W okolicy znajdują się złoża soli, prowadzona jest uprawa agawy sizalowej (produkcja sizalu), palmy kokosowej (produkcja kopry), bananów, hodowla owiec i drobiu. 
Od 2013 roku planowana jest budowa portu kontenerowego w Bagamoyo, która sfinansowana miała być w dużym stopniu przy udziale chińskiego kapitału. Przedłużające się negocjacje zakończyły się impasem w 2022 roku. W tym samym roku rząd Tanzanii przedstawił plany rozpoczęcia budowy portu w 2023 roku. W przypadku realizacji projektu port w Bagamoyo wielokrotnie przewyższałby zdolności przeładunkowe istniejących portów w Dar es Salaam i Mombasie (Kenia), stając się największym w Afryce Wschodniej.